# Медаль Італійської кампанії 1859
Медаль на згадку про Італійську кампанію 1859 року - медаль, започаткована імператором Наполеон III для нагородження французьких військових, які брали участь в Італійській кампанії 1859 року.

## Опис
Це срібна медаль з написом "Італійська кампанія 1859" (фр. Campagne d'Italie 1859) та переліком битв: Монтебелло, Палестро, Турбіго, Маджента, Маріньяно, Сольферіно.
Медаль була вперше вручена Наполеоном III безпосередньо на полі бою в Італії 11 серпня 1859 року. Згодом її отримали всі офіцери та особовий склад, які брали активну участь у службі у французькій армії під час початку Другої війни за незалежність Італії. Медаль присуджувалася лише французьким солдатам, але траплялися дуже рідкісні випадки, коли її вручали п'ємонтським солдатам, які відзначилися особливими заслугами перед французькою армією.
Медаль складається зі срібного диска із зображенням Наполеона III, поверненого ліворуч, в обрамленні лаврового вінка. Під шиєю імператора знаходиться підпис гравера «BARRE» (Альбер Дезіре Барре, 1818 – 1878). На зворотному боці знаходиться напис «Campagne d'Italie», а нижче дата «1859» у круговій смузі, в центрі якої знаходяться назви битв 1859 року: битви при Монтебелло, Палестро, Турбіго, Маджента, Маріньяно, Сольферіно.
Стрічка складалася з білих і червоних смуг, що чергувалися. Винятковий характер нагороди, присудженої просто в 1859 році, робить її особливо бажаним екземпляром для італійських та французьких колекціонерів.

## Галерея

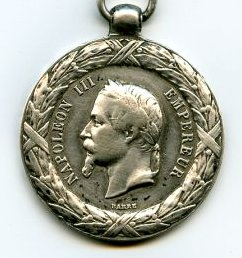
Медаль.
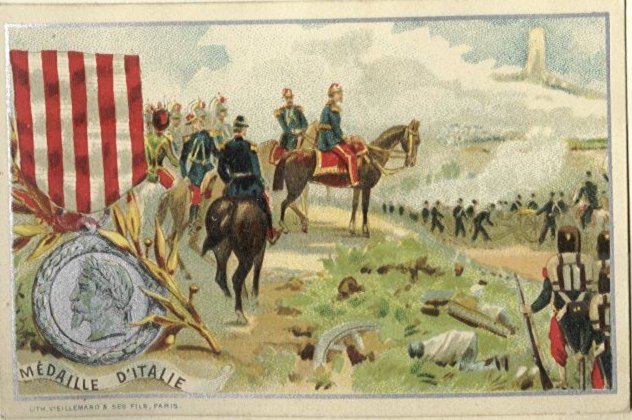
Рекламне зображення.
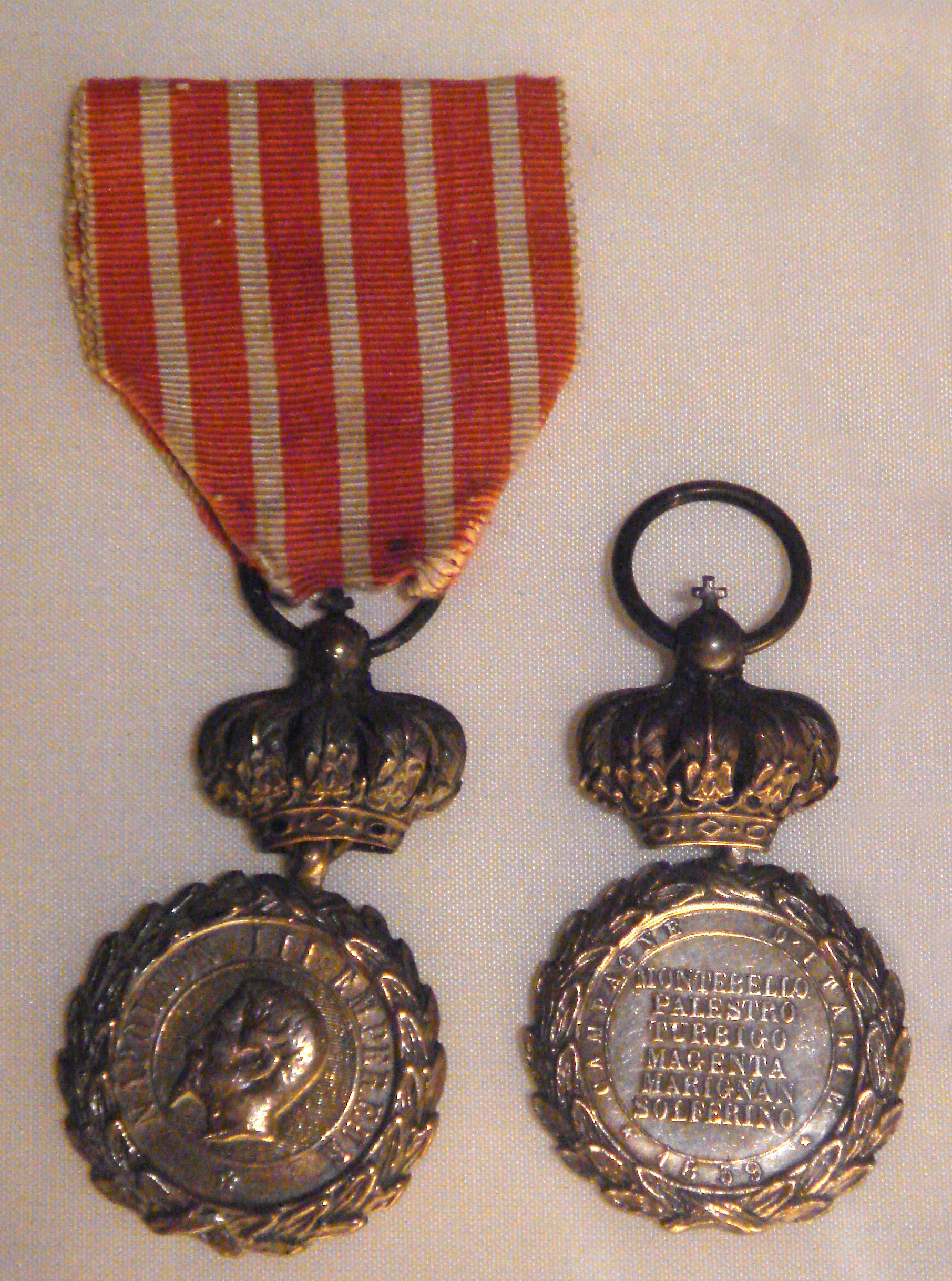
Другий тип з імператорською короною.